# Siniša Mihajlović
Siniša Mihajlović (in serbo Синиша Михајловић?; IPA: [sǐniʃa mixǎjloʋit͡ɕ]; Vukovar, 20 febbraio 1969 – Roma, 16 dicembre 2022) è stato un calciatore e allenatore di calcio serbo con cittadinanza italiana, fino al 2003 jugoslavo e al 2006 serbo-montenegrino,  di ruolo centrocampista o difensore.

## Biografia
Nato a Vukovar da madre croata e padre serbo, crebbe con la sua famiglia nella vicina Borovo (oggi in Croazia ma all’epoca parte della Jugoslavia governata da Tito). Il padre Bogdan (morto nel 2011) era un camionista, mentre la madre Viktorija lavorava in un calzaturificio.
Dal febbraio 1995 era legato alla ex showgirl televisiva romana Arianna Rapaccioni, con la quale si era sposato nel luglio 2005 e da cui aveva avuto cinque figli: Viktorija, Virginia, Miroslav, Dušan e Nicholas. Nel 1993 aveva già avuto un altro figlio, Marko, riconosciuto sin dall'inizio ma incontrato solo nel 2005 a causa della fine della relazione con la madre, avvenuta prima della sua nascita.
Il 17 novembre 2021 il comune di Bologna gli ha conferito la cittadinanza onoraria.
La figlia Virginia, dalla relazione con il calciatore Alessandro Vogliacco, lo aveva reso nonno.
Il figlio Miroslav ha inizialmente intrapreso la carriera da calciatore, giocando nei settori giovanili di Lazio, Tor di Quinto e Sampdoria, per poi ritirarsi e iniziare un percorso da allenatore nelle serie minori  per poi diventare collaboratore dell’Under-15 del Bologna.
Il 13 luglio 2019, mentre allenava il Bologna, ha annunciato di essere affetto da una forma di leucemia mieloide acuta, per la quale si è sottoposto a cure immediate all'ospedale Sant'Orsola del capoluogo emiliano, tra cui un trapianto di midollo osseo avvenuto il 29 ottobre seguente. Dopo un iniziale miglioramento, il 26 marzo 2022 ha comunicato di doversi sottoporre a un nuovo ciclo di cure per contrastare la ricomparsa della malattia.
È deceduto il 16 dicembre 2022, all'età di 53 anni, presso la clinica Paideia di Roma, dov'era ricoverato da alcuni giorni in seguito all'improvviso aggravarsi delle sue condizioni di salute. Il 18 dicembre è stata allestita la camera ardente presso la Sala della Protomoteca in Campidoglio ed il giorno seguente si sono svolti i funerali nella basilica di Santa Maria degli Angeli e dei Martiri, officiati dal cardinale Matteo Maria Zuppi, arcivescovo di Bologna, città nella quale ha svolto la sua ultima esperienza da allenatore. È sepolto a Roma nel Cimitero del Verano.
Nel 2022 è stato inserito nella Hall of Fame del calcio italiano.
Il 7 giugno 2023 a Roma gli è stata intitolata, all'inaugurazione, la nuova sede legale di ADMO Nazionale e ADMO Lazio.

## Caratteristiche tecniche

### Giocatore

Mihajlović decide su calcio di punizione, pezzo forte del suo bagaglio tecnico, la sfida tra Sampdoria e Bari (1-0) del 23 novembre 1997

Dotato di un sinistro potente e preciso, viene ritenuto uno dei maggiori specialisti della sua generazione nell'esecuzione di calci piazzati e uno dei migliori tiratori di calci di punizione della storia del calcio: acquisì queste reputazioni durante la sua militanza nelle file della Stella Rossa, allorché il suo tiro divenne oggetto di studio di alcuni ricercatori del dipartimento di fisica dell'Università di Belgrado, i quali calcolarono una velocità massima del pallone di 160 km/h.
Il giocatore perfezionò ulteriormente le proprie doti balistiche con l'arrivo in Italia: dapprima incentrati sulla potenza, i suoi tiri divennero progressivamente più precisi. In Serie A, Mihajlović ha realizzato 28 reti su punizione, di cui 3 in una sola partita: si tratta di due record per il massimo campionato italiano – il primo dei quali calcolato a partire dal 1987 –, il secondo dei quali condiviso con Giuseppe Signori. Tra i «segreti» della sua abilità nei calci di punizione, Mihajlović annoverò la rincorsa breve che sorprendeva i portieri, la tendenza a usare diverse tecniche di tiro nonché l'insolita routine di esercizio, che comprendeva l'impiego di barriere artificiali poste a una distanza inferiore a quella prevista in partita.
In origine centrocampista avanzato che prediligeva la fascia sinistra, nei primi anni di militanza nel campionato italiano non brillò per continuità di rendimento né per senso tattico, pur lasciando intravedere qualità tecniche e fisiche di tutto rispetto. Ebbe un decisivo cambio di ruolo nelle file della Sampdoria: schierato al centro della difesa dall'allenatore svedese Sven-Göran Eriksson, Mihajlović diede prova di significativi miglioramenti, al punto da essere considerato, sul finire degli anni 1990, il più rappresentativo tra i giocatori jugoslavi nonché uno dei migliori difensori nel panorama calcistico mondiale dell'epoca, grazie alla capacità di svolgere compiti difensivi e di impostazione della manovra con eguale efficacia.

### Allenatore
Soprannominato Sergente per via del forte temperamento, è stato un tecnico noto per la decisione e la severità con cui spronava i propri giocatori a dare il meglio di sé stessi, oltre che per la tendenza a dare fiducia agli elementi più giovani della rosa. Prediligeva gli schieramenti con la difesa a 4 (usando moduli come il 4-2-3-1, il 4-3-1-2 e il 4-3-3), ma in alcune occasioni ha utilizzato anche la difesa a 3.

## Carriera

### Giocatore

#### Club

##### Gli esordi, Stella Rossa e Roma
Cresciuto nei croati del Borovo, dopo aver militato nel Vojvodina viene acquistato, nel 1990 dalla Stella Rossa, squadra con cui vinse la Coppa dei Campioni 1990-1991. Nel 1992 Mihajlović arriva nel campionato italiano grazie alla Roma, che lo acquista per 8,5 miliardi di lire. Con la formazione capitolina colleziona 54 presenze e un gol in Serie A, contro il Brescia, un gol in Coppa UEFA contro il Borussia Dortmund, e 5 gol in Coppa Italia, di cui uno in finale contro il Torino.

##### L'affermazione tra Sampdoria e Lazio
Nel luglio del 1994 viene acquistato in prestito dalla Sampdoria. Riscattato dai blucerchiati nell'estate successiva, vive a Genova una serie di stagioni soddisfacenti, attestandosi come uno specialista dei gol su calcio di punizione.
Nel 1998 torna a Roma, stavolta sponda Lazio, che lo acquista a titolo definitivo per una cifra vicina ai 22 miliardi di lire. Con la squadra guidata da Sven-Göran Eriksson, il serbo conquista al primo anno la Coppa delle Coppe, primo trofeo internazionale nella storia del club laziale, vinta in finale contro la rivelazione Maiorca. Nel 1999 sigla il primo gol della storia biancoceleste in Champions League, nella prima gara della fase a gironi in casa del Bayer Leverkusen, pareggiata 1-1 grazie al calcio di punizione del serbo. Durante la sua militanza alla Lazio realizza diverse reti decisive, come quello contro il Chelsea, sempre in Champions League, che vale la vittoria 2-1 a Stamford Bridge. Precedentemente in campionato, nel successo biancoceleste per 5-2 sulla Sampdoria (sua ex squadra) del 13 dicembre 1998, aveva stabilito il record di una tripletta tutta da calcio piazzato.

Mihajlović alla Lazio nella stagione 1998-1999

In maglia laziale il serbo si fa tuttavia notare anche per una certa indisciplina. Nell'ottobre del 2000, durante una partita di Champions League contro gli inglesi dell'Arsenal, si rende protagonista di insulti razzisti a Patrick Vieira. Nel novembre del 2003 riceve invece una pesante squalifica – otto giornate – per avere sputato e assestato un calcio ad Adrian Mutu, giocatore del Chelsea, oltreché per aver lanciato una bottiglietta addosso al delegato UEFA dopo la sua espulsione; per questi gesti viene altresì multato.
Lascia la Lazio dopo sei stagioni, durante le quali vince complessivamente un campionato (1999-2000),  due Coppe Italia (1999-2000 e 2003-2004), due Supercoppe italiane (1998 e 2000), una Coppa delle Coppe (1998-1999) e una Supercoppa UEFA (1999).

##### Inter
Dal 2004 al 2006 gioca per l'Inter, formazione della quale è tuttora il marcatore più anziano in campionato: in Ascoli-Inter dell'8 aprile 2006 (1-2) segna infatti un gol a 37 anni e 47 giorni. Con la squadra nerazzurra vince 2 Coppe Italia (nella finale di ritorno dell'edizione 2004-2005 contro la Roma, è sua la rete su punizione del definitivo 1-0), una Supercoppa italiana e uno scudetto, quest'ultimo assegnato a tavolino alla società lombarda a seguito dello scandalo Calciopoli.

#### Nazionale
Con la Nazionale jugoslava ha preso parte al campionato del mondo 1998 ed al campionato d'Europa 2000, collezionando in totale 63 presenze e 9 reti. Di queste, una l'ha segnata ai Mondiali del '98 su punizione contro l'Iran segnando il decisivo 1-0 al 73'.

### Allenatore

#### Gli inizi al Bologna
Ha svolto il ruolo di allenatore in seconda dell'Inter dal 1º luglio 2006 al 29 maggio 2008, agli ordini di Roberto Mancini, suo ex compagno di squadra ai tempi di Sampdoria e Lazio; con il tecnico marchigiano, Mihajlović ha vinto due campionati italiani, nella stagione 2006-2007 e nella stagione 2007-2008, nonché la Supercoppa italiana del 2006. Lascia l'incarico con l'arrivo sulla panchina interista di José Mourinho.
Dal 3 novembre 2008 è stato il tecnico del Bologna, subentrato all'esonerato Daniele Arrigoni. Ha esordito l'8 novembre successivo contro la Roma (1-1). Dopo cinque pareggi consecutivi in campionato, ha vinto il suo primo incontro il 13 dicembre (Bologna-Torino 5-2). Il 14 aprile 2009, dopo una serie di risultati non positivi culminata con la sconfitta interna per 1-4 contro il Siena, la quarta consecutiva per i rossoblu, viene esonerato e sostituito da Giuseppe Papadopulo. Durante il suo mandato, Mihajlović ha ottenuto 20 punti che risultarono fondamentali nell'ottenimento della salvezza dei rossoblù.

#### Catania
Dall'8 dicembre 2009 prende il posto di Gianluca Atzori sulla panchina del Catania. Debutta il 13 dicembre perdendo contro il Livorno (0-1).
La domenica successiva, 20 dicembre 2009, conquista la sua prima vittoria col Catania a Torino contro la Juventus per 1-2 (non succedeva dal 1963 che gli etnei vincessero a Torino), seguita da una serie di risultati positivi (tra cui uno 0-1 in casa della Lazio, dove i siculi non vincevano dal 1981), che permettono al Catania di sollevarsi dal terzultimo posto e raggiungere una zona tranquilla della classifica. Il 12 marzo 2010 battendo l'Inter per 3-1 interrompe un'assenza di successi che vedeva i rossazzurri senza vittorie sui nerazzurri da 44 anni. Il 9 maggio seguente centra la salvezza matematica (42 punti) con il Catania nello scontro con il Bologna allo stadio dall'Ara, con un pareggio per 1-1. La domenica successiva, ultima di campionato, battendo il Genoa al Massimino per 1-0 permette al Catania di conquistare il record di punti (45 di cui 36 fatti da Mihajlovic in 23 partite) nella recente storia della squadra rossazzurra in Serie A (migliorato poi nelle stagioni 2010-2011 da Diego Simeone, 2011-2012 da Vincenzo Montella e 2012-2013 da Rolando Maran) e la 13ª posizione in classifica finale. Il 24 maggio Mihajlović si dimette dall'incarico di allenatore tramite una lettera mandata alla società.

#### Fiorentina e nazionale serba

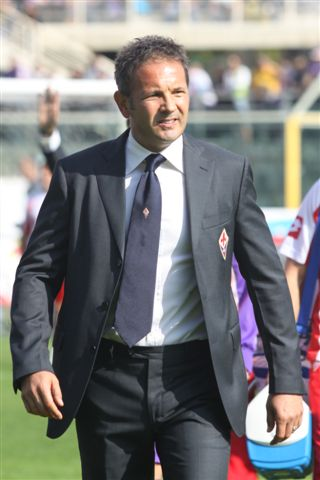
Mihajlović nel 2010, tecnico della Fiorentina

Il 3 giugno 2010, la Fiorentina annuncia l'ingaggio dell'allenatore serbo per sostituire Cesare Prandelli; come suo vice Mihajlović sceglie Dario Marcolin, già suo collega in panchina nella stagione sportiva 2009-2010 al Catania. Al termine della stagione 2010-2011, viene riconfermato dal patron Andrea Della Valle per un altro anno sulla panchina viola. La prima stagione in viola si conclude con un 9º posto in classifica con ben 15 pareggi all'attivo. Dopo essere stato in corsa con altri allenatori per sedersi sulla panchina dell'Inter, il 23 giugno 2011 ribadisce la propria volontà di restare a Firenze ancora a lungo. Il 7 novembre seguente, all'indomani della sconfitta per 1-0 con il Chievo fuori casa, viene esonerato e sostituito dal tecnico riminese Delio Rossi.
Il 21 maggio 2012 diventa il nuovo commissario tecnico della nazionale serba; i suoi vice sono Nenad Sakić, anch'egli ex giocatore della Sampdoria, ed Emilio De Leo. Non riesce però ad ottenere la qualificazione al campionato del mondo 2014, essendosi piazzato terzo nel girone di qualificazione con 14 punti, dietro a Belgio (26) e Croazia (17). Il 20 novembre 2013 lascia la nazionale serba dopo 19 incontri ufficiali (7 vittorie, 8 sconfitte e 4 pareggi).

#### Sampdoria
Il 20 novembre 2013 torna ad allenare in Italia  e diventa il nuovo allenatore della Sampdoria, sua ex squadra da calciatore. In questa nuova avventura lo seguono i collaboratori tecnici Nenad Sakić ed Emilio De Leo e il preparatore atletico Antonio Bovenzi. Quattro giorni dopo, all'esordio sulla panchina blucerchiata, pareggia per 1-1 contro la Lazio, dopo essere stato in vantaggio fino al minuto 94. L'8 dicembre vince la sua prima partita in campionato con la Sampdoria per 2-0 contro il Catania; con lo stesso risultato perde invece il 6 gennaio seguente contro il Napoli, la prima gara stagionale. Quattro giorni dopo viene eliminato agli Ottavi di finale di Coppa Italia dalla Roma. Il 3 febbraio 2014 vince il Derby di Genova per 1-0 grazie al gol di Maxi López. Conclude la stagione al 12º posto con 45 punti totali; di cui 36 ottenuti nelle 26 partite in cui è Siniša a sedere in panchina. Inoltre porta la media punti a partita della Sampdoria da 0,75 a 1,38. Il 20 maggio la Sampdoria comunica di aver rinnovato fino al 30 giugno 2015 il rapporto contrattuale con il mister.

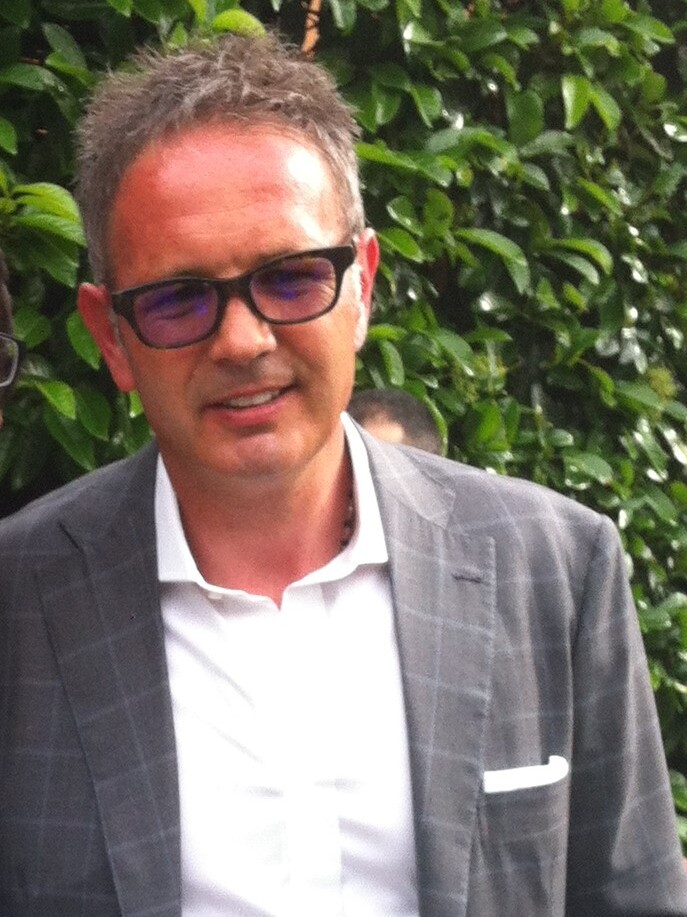
Mihajlović nel 2015, tecnico della Sampdoria

Nella stagione 2014-2015 la Sampdoria in classifica si mantiene in zona Champions per buona parte del campionato e il 28 settembre vince il derby per 0-1 con gol di Manolo Gabbiadini, mentre il 21 gennaio 2015 viene eliminata dalla Coppa Italia agli Ottavi dall'Inter di Roberto Mancini, ex compagno di squadra e allenatore. Il 24 febbraio pareggia per 1-1 il derby di ritorno; al termine della sfida si è reso protagonista di un episodio controverso andando a prendere per il collo il difensore doriano Vasco Regini, reo di avere concesso al Genoa una punizione pericolosa nel finale di gara. Conclude la stagione al 7º posto in campionato frutto di 13 vittorie, 17 pareggi e 8 sconfitte. In stagione ha anche pareggiato per 1-1 in casa della Juventus in dicembre, oltre che vinto 2-0 in casa della Roma.
Il 1º giugno 2015 annuncia l'addio al club genovese. Tre giorni dopo ritira ad Amalfi il premio Football Leader - Allenatore dell'anno.

#### Milan
Il 16 giugno 2015, diventa il nuovo allenatore del Milan, subentrando a Filippo Inzaghi. Esordisce sulla panchina rossonera il 17 agosto seguente, vincendo per 2-0 il terzo turno preliminare di Coppa Italia a San Siro contro il Perugia. Il 25 ottobre lancia all'esordio da titolare Gianluigi Donnarumma nella partita casalinga vinta 2-1 contro il Sassuolo. Il 31 gennaio 2016 riporta il Milan a vincere un derby con il risultato di 3-0 (l'ultima volta che si è verificato questo risultato risaliva alla stagione 2010-11). Conquista la finale di Coppa Italia ma, a seguito della sconfitta casalinga 1-2 contro la Juventus in campionato, giunta al culmine di una serie di prove negative con 5 partite consecutive senza vittorie, il 12 aprile 2016 viene esonerato e sostituito da Cristian Brocchi.

#### Torino e la parentesi Sporting Lisbona
Il 25 maggio 2016 viene ufficializzato come nuovo allenatore del Torino, subentrando a Gian Piero Ventura. Esordisce sulla panchina granata il 13 agosto 2016 allo Stadio Olimpico Grande Torino con la vittoria interna per 4-1 sulla Pro Vercelli nel terzo turno di Coppa Italia. Mihajlović schiera i granata con un 4-3-3 di matrice aggressiva e termina il girone di andata siglando il record di punti dell'era Cairo (29), ma un girone di ritorno meno brillante garantisce al Torino la nona posizione complessiva, con il sesto attacco (71 gol fatti) e la quart'ultima difesa (66 gol subiti). Il 4 gennaio 2018, all’indomani della sconfitta per 2-0 con la Juventus nei quarti di finale di Coppa Italia, viene esonerato.
Il 18 giugno 2018 viene nominato tecnico dello Sporting Lisbona, ma viene sollevato dall'incarico appena nove giorni dopo dal nuovo presidente della squadra portoghese, Sousa Cintra, non potendo di fatto iniziare la sua prima esperienza su una panchina di club non italiano.

#### Ritorno al Bologna
Il 28 gennaio 2019 viene annunciato come nuovo tecnico del Bologna in sostituzione dell'esonerato Filippo Inzaghi, tornando così ad allenare la squadra felsinea dopo dieci anni. Fa il suo secondo esordio in panchina il 3 febbraio contro la sua ex-squadra nerazzurra, riuscendo a vincere per 1-0 allo Stadio Meazza grazie al gol di Santander. Conduce la squadra emiliana alla salvezza con un turno d’anticipo pareggiando per 3-3 con la Lazio il 20 maggio e con la vittoria sul Napoli per 3-2 all’ultima giornata il Bologna arriva decimo con 44 punti, 30 dei quali conquistati nelle 17 partite della gestione Mihajlovic (9 vittorie, 3 pareggi e 5 sconfitte).
Il 13 luglio 2019, a poche settimane dal rinnovo contrattuale con il Bologna e a pochi giorni dall'inizio del ritiro precampionato, Mihajlović rivela di avere contratto una forma acuta di leucemia e di doversi quindi sottoporre alle relative cure, che gli avrebbero tuttavia impedito di svolgere regolarmente il ruolo di allenatore; nonostante ciò il direttore sportivo del club, Walter Sabatini, conferma l'intenzione della dirigenza di mantenere il serbo sulla panchina della squadra sino alla scadenza naturale del contratto da poco sottoscritto. Il 25 agosto, ancora in cura presso l'ospedale Sant'Orsola di Bologna e dopo 44 giorni di ricovero, torna a sorpresa a sedersi in panchina nella gara d'esordio di campionato in casa del Verona, partita terminata con il punteggio di 1-1. Alla sua seconda stagione in Serie A alla guida della squadra di Bologna arriva 12º con 47 punti.
Alla sua terza stagione conferma il 12º posto in campionato, quindi nella stagione 2021-2022 ottiene il 13º posto con 46 punti. Il 6 settembre 2022, dopo un avvio di campionato contrassegnato da tre pareggi, due sconfitte e solo una vittoria in Coppa Italia, viene esonerato dal proprietario Joey Saputo, con la squadra in quel momento dodicesima dopo cinque partite disputate; al suo posto la squadra emiliana ingaggia Thiago Motta.

## Controversie
Dedicò un necrologio all'amico Željko Ražnatović (che era anche capo degli ultras della Stella Rossa, squadra in cui giocò Mihajlović), noto criminale serbo accusato di crimini contro l'umanità. Di Ratko Mladić, generale accusato di genocidio, disse: "Mladić? Un grande guerriero che combatte per il suo popolo". Su Slobodan Milošević, presidente serbo anch'esso accusato di crimini contro l'umanità per aver promosso operazioni di pulizia etnica contro i musulmani, dichiarò: «Tra noi abbiamo sempre litigato, ma siamo tutti serbi. E preferisco combattere per un mio connazionale e difenderlo contro un aggressore esterno. So dei crimini attribuiti a Milošević, ma nel momento in cui la Serbia viene attaccata, io difendo il mio popolo e chi lo rappresenta».
Da calciatore, come già accennato, durante la partita Lazio-Arsenal del 17 ottobre 2000, rivolse insulti di stampo razzista al calciatore francese di origine senegalese Patrick Vieira; dichiarò successivamente di non esserne pentito ma di non voler essere etichettato come razzista, in quanto anch'egli aveva subito offese razziste dallo stesso. Per questo fatto la DIGOS presentò un esposto alla procura di Roma. Il 7 novembre 2003, invece, fu squalificato per 8 giornate e condannato a pagare 12 300 euro di multa dalla UEFA per aver scalciato e sputato al rumeno Adrian Mutu, con l'aggravante della recidività, in Lazio-Chelsea di Champions League.
Il 28 maggio 2012, da CT della Serbia, escluse Adem Ljajić dalla nazionale per la scelta di non cantare l'inno nazionale serbo da parte del calciatore, di etnia bosgnacca e religione musulmana.
Il 3 gennaio 2018, al termine della partita di Coppa Italia persa dal Torino contro la Juventus, venne insultato con epiteti razzisti dal deputato Massimo Corsaro, tramite un messaggio postato su Twitter; Mihajlović espresse l'intenzione di querelare l'onorevole milanese. Un anno più tardi, prima della finale della stessa competizione, fu coinvolto in un diverbio con agenti di polizia che – a detta di Mihajlović – rivolsero insulti razzisti nei suoi confronti.

## Statistiche

### Presenze e reti nei club
| Stagione            | Squadra             | Campionato          | Campionato | Campionato | Coppe nazionali | Coppe nazionali | Coppe nazionali | Coppe continentali | Coppe continentali | Coppe continentali | Altre coppe | Altre coppe | Altre coppe | Totale | Totale |
| Stagione            | Squadra             | Comp                | Pres       | Reti       | Comp            | Pres            | Reti            | Comp               | Pres               | Reti               | Comp        | Pres        | Reti        | Pres   | Reti   |
| ------------------- | ------------------- | ------------------- | ---------- | ---------- | --------------- | --------------- | --------------- | ------------------ | ------------------ | ------------------ | ----------- | ----------- | ----------- | ------ | ------ |
| 1988-1989           | Vojvodina           | SS                  | 31         | 4          | CJ              | ?               | ?               | -                  | -                  | -                  | -           | -           | -           | 31+    | 4+     |
| 1989-1990           | Vojvodina           | SS                  | 28         | 11         | CJ              | ?               | ?               | CC                 | 2                  | 1                  | -           | -           | -           | 30+    | 12+    |
| 1990-gen. 1991      | Vojvodina           | SS                  | 14         | 4          | CJ              | ?               | ?               | -                  | -                  | -                  | -           | -           | -           | 14+    | 4+     |
| Totale Vojvodina    | Totale Vojvodina    | Totale Vojvodina    | 73         | 19         |                 | ?               | ?               |                    | 2                  | 1                  |             | -           | -           | 75+    | 20+    |
| gen.-giu. 1991      | Stella Rossa        | SS                  | 14         | 1          | CJ              | ?               | ?               | CC                 | 5                  | 1                  | -           | -           | -           | 19+    | 2+     |
| 1991-1992           | Stella Rossa        | SS                  | 24         | 8          | CJ              | ?               | ?               | CC                 | 10                 | 5                  | SU+CInt     | 1+1         | 0           | 36+    | 13+    |
| Totale Stella Rossa | Totale Stella Rossa | Totale Stella Rossa | 38         | 9          |                 | ?               | ?               |                    | 15                 | 6                  |             | 2           | 0           | 55+    | 15+    |
| 1992-1993           | Roma                | A                   | 29         | 1          | CI              | 7               | 5               | CU                 | 5                  | 1                  | -           | -           | -           | 41     | 7      |
| 1993-1994           | Roma                | A                   | 25         | 0          | CI              | 3               | 0               | -                  | -                  | -                  | -           | -           | -           | 28     | 0      |
| Totale Roma         | Totale Roma         | Totale Roma         | 54         | 1          |                 | 10              | 5               |                    | 5                  | 1                  |             | -           | -           | 69     | 7      |
| 1994-1995           | Sampdoria           | A                   | 25         | 3          | CI              | 2               | 0               | CdC                | 6                  | 1                  | SI          | 1           | 1           | 34     | 5      |
| 1995-1996           | Sampdoria           | A                   | 30         | 4          | CI              | 2               | 0               | -                  | -                  | -                  | -           | -           | -           | 32     | 4      |
| 1996-1997           | Sampdoria           | A                   | 28         | 2          | CI              | 1               | 0               | -                  | -                  | -                  | -           | -           | -           | 29     | 2      |
| 1997-1998           | Sampdoria           | A                   | 27         | 3          | CI              | 4               | 1               | CU                 | 2                  | 0                  | -           | -           | -           | 33     | 4      |
| Totale Sampdoria    | Totale Sampdoria    | Totale Sampdoria    | 110        | 12         |                 | 9               | 1               |                    | 8                  | 1                  |             | 1           | 1           | 128    | 15     |
| 1998-1999           | Lazio               | A                   | 30         | 8          | CI              | 4               | 1               | CdC                | 9                  | 0                  | SI          | 1           | 0           | 44     | 9      |
| 1999-2000           | Lazio               | A                   | 26         | 6          | CI              | 7               | 4               | UCL                | 12                 | 3                  | SU          | 1           | 0           | 46     | 13     |
| 2000-2001           | Lazio               | A                   | 18         | 4          | CI              | 2               | 1               | UCL                | 8                  | 2                  | SI          | 1           | 1           | 29     | 8      |
| 2001-2002           | Lazio               | A                   | 6          | 0          | CI              | 2               | 0               | UCL                | 2                  | 0                  | -           | -           | -           | 10     | 0      |
| 2002-2003           | Lazio               | A                   | 21         | 1          | CI              | 1               | 0               | CU                 | 6                  | 0                  | -           | -           | -           | 28     | 1      |
| 2003-2004           | Lazio               | A                   | 25         | 1          | CI              | 6               | 0               | UCL                | 5                  | 1                  | -           | -           | -           | 36     | 2      |
| Totale Lazio        | Totale Lazio        | Totale Lazio        | 126        | 20         |                 | 22              | 6               |                    | 42                 | 6                  |             | 3           | 1           | 193    | 33     |
| 2004-2005           | Inter               | A                   | 20         | 4          | CI              | 6               | 1               | UCL                | 4                  | 0                  | -           | -           | -           | 30     | 5      |
| 2005-2006           | Inter               | A                   | 5          | 1          | CI              | 5               | 0               | UCL                | 3                  | 0                  | SI          | 0           | 0           | 13     | 1      |
| Totale Inter        | Totale Inter        | Totale Inter        | 25         | 5          |                 | 11              | 1               |                    | 7                  | 0                  |             | 0           | 0           | 43     | 6      |
| Totale carriera     | Totale carriera     | Totale carriera     | 426        | 66         |                 | 52+             | 13+             |                    | 79                 | 15                 |             | 6           | 2           | 563+   | 96+    |

### Cronologia presenze e reti in nazionale

#### RSF Jugoslavia
| Cronologia completa delle presenze e delle reti in nazionale ― Jugoslavia | Cronologia completa delle presenze e delle reti in nazionale ― Jugoslavia | Cronologia completa delle presenze e delle reti in nazionale ― Jugoslavia | Cronologia completa delle presenze e delle reti in nazionale ― Jugoslavia | Cronologia completa delle presenze e delle reti in nazionale ― Jugoslavia | Cronologia completa delle presenze e delle reti in nazionale ― Jugoslavia | Cronologia completa delle presenze e delle reti in nazionale ― Jugoslavia | Cronologia completa delle presenze e delle reti in nazionale ― Jugoslavia |
| Data                                                                      | Città                                                                     | In casa                                                                   | Risultato                                                                 | Ospiti                                                                    | Competizione                                                              | Reti                                                                      | Note                                                                      |
| ------------------------------------------------------------------------- | ------------------------------------------------------------------------- | ------------------------------------------------------------------------- | ------------------------------------------------------------------------- | ------------------------------------------------------------------------- | ------------------------------------------------------------------------- | ------------------------------------------------------------------------- | ------------------------------------------------------------------------- |
| 16-5-1991                                                                 | Belgrado                                                                  | Jugoslavia                                                                | 7 – 1                                                                     | Fær Øer                                                                   | Qual. Euro 1992                                                           | -                                                                         |                                                                           |
| 16-10-1991                                                                | Landskrona                                                                | Fær Øer                                                                   | 0 – 2                                                                     | Jugoslavia                                                                | Qual. Euro 1992                                                           | -                                                                         | 64’                                                                       |
| 30-10-1991                                                                | Varginha                                                                  | Brasile                                                                   | 3 – 1                                                                     | Jugoslavia                                                                | Amichevole                                                                | -                                                                         | 46’                                                                       |
| 13-11-1991                                                                | Vienna                                                                    | Austria                                                                   | 0 – 2                                                                     | Jugoslavia                                                                | Qual. Euro 1992                                                           | -                                                                         |                                                                           |
| Totale                                                                    |                                                                           | Presenze                                                                  | 4                                                                         |                                                                           | Reti                                                                      | 0                                                                         |                                                                           |

#### RF Jugoslavia
| Cronologia completa delle presenze e delle reti in nazionale ― Jugoslavia | Cronologia completa delle presenze e delle reti in nazionale ― Jugoslavia | Cronologia completa delle presenze e delle reti in nazionale ― Jugoslavia | Cronologia completa delle presenze e delle reti in nazionale ― Jugoslavia | Cronologia completa delle presenze e delle reti in nazionale ― Jugoslavia | Cronologia completa delle presenze e delle reti in nazionale ― Jugoslavia | Cronologia completa delle presenze e delle reti in nazionale ― Jugoslavia | Cronologia completa delle presenze e delle reti in nazionale ― Jugoslavia |
| Data                                                                      | Città                                                                     | In casa                                                                   | Risultato                                                                 | Ospiti                                                                    | Competizione                                                              | Reti                                                                      | Note                                                                      |
| ------------------------------------------------------------------------- | ------------------------------------------------------------------------- | ------------------------------------------------------------------------- | ------------------------------------------------------------------------- | ------------------------------------------------------------------------- | ------------------------------------------------------------------------- | ------------------------------------------------------------------------- | ------------------------------------------------------------------------- |
| 23-12-1994                                                                | Porto Alegre                                                              | Brasile                                                                   | 2 – 0                                                                     | Jugoslavia                                                                | Amichevole                                                                | -                                                                         | 57’                                                                       |
| 27-12-1994                                                                | Buenos Aires                                                              | Argentina                                                                 | 1 – 0                                                                     | Jugoslavia                                                                | Amichevole                                                                | -                                                                         | 8’, 88’                                                                   |
| 31-5-1995                                                                 | Belgrado                                                                  | Jugoslavia                                                                | 1 – 2                                                                     | Russia                                                                    | Amichevole                                                                | -                                                                         |                                                                           |
| 12-11-1995                                                                | San Salvador                                                              | El Salvador                                                               | 1 – 4                                                                     | Jugoslavia                                                                | Amichevole                                                                | 1                                                                         | 83’                                                                       |
| 15-11-1995                                                                | Monterrey                                                                 | Messico                                                                   | 1 – 4                                                                     | Jugoslavia                                                                | Amichevole                                                                | 1                                                                         | 77’                                                                       |
| 27-3-1996                                                                 | Belgrado                                                                  | Jugoslavia                                                                | 1 – 0                                                                     | Romania                                                                   | Amichevole                                                                | -                                                                         |                                                                           |
| 24-4-1996                                                                 | Belgrado                                                                  | Jugoslavia                                                                | 3 – 1                                                                     | Fær Øer                                                                   | Qual. Mondiali 1998                                                       | -                                                                         | 33’ 40’                                                                   |
| 23-5-1996                                                                 | Shizuoka                                                                  | Messico                                                                   | 0 – 0                                                                     | Jugoslavia                                                                | Kirin Cup 1996                                                            | -                                                                         |                                                                           |
| 26-5-1996                                                                 | Tokyo                                                                     | Giappone                                                                  | 1 – 0                                                                     | Jugoslavia                                                                | Kirin Cup 1996                                                            | -                                                                         |                                                                           |
| 2-6-1996                                                                  | Belgrado                                                                  | Jugoslavia                                                                | 6 – 0                                                                     | Malta                                                                     | Qual. Mondiali 1998                                                       | -                                                                         |                                                                           |
| 6-10-1996                                                                 | Toftir                                                                    | Fær Øer                                                                   | 1 – 8                                                                     | Jugoslavia                                                                | Qual. Mondiali 1998                                                       | -                                                                         |                                                                           |
| 10-11-1996                                                                | Belgrado                                                                  | Jugoslavia                                                                | 1 – 0                                                                     | Rep. Ceca                                                                 | Qual. Mondiali 1998                                                       | -                                                                         | 44’                                                                       |
| 7-2-1997                                                                  | Hong Kong                                                                 | Russia                                                                    | 1 – 1 dts (5 – 4 dtr)                                                     | Jugoslavia                                                                | Lunar New Year Cup 1997 - Semifinale                                      | -                                                                         |                                                                           |
| 10-2-1997                                                                 | Hong Kong                                                                 | Hong Kong League XI                                                       | 1 – 3                                                                     | Jugoslavia                                                                | Lunar New Year Cup 1997 - Finale 3º posto                                 | -                                                                         |                                                                           |
| 12-3-1997                                                                 | Belgrado                                                                  | Jugoslavia                                                                | 0 – 0                                                                     | Russia                                                                    | Amichevole                                                                | -                                                                         |                                                                           |
| 2-4-1997                                                                  | Praga                                                                     | Rep. Ceca                                                                 | 1 – 2                                                                     | Jugoslavia                                                                | Qual. Mondiali 1998                                                       | -                                                                         | 13’                                                                       |
| 30-4-1997                                                                 | Belgrado                                                                  | Jugoslavia                                                                | 1 – 1                                                                     | Spagna                                                                    | Qual. Mondiali 1998                                                       | -                                                                         | 58’ 70’                                                                   |
| 8-6-1997                                                                  | Belgrado                                                                  | Jugoslavia                                                                | 2 – 0                                                                     | Slovacchia                                                                | Qual. Mondiali 1998                                                       | -                                                                         |                                                                           |
| 10-9-1997                                                                 | Bratislava                                                                | Slovacchia                                                                | 1 – 1                                                                     | Jugoslavia                                                                | Qual. Mondiali 1998                                                       | 1                                                                         |                                                                           |
| 11-10-1997                                                                | Ta' Qali                                                                  | Malta                                                                     | 0 – 5                                                                     | Jugoslavia                                                                | Qual. Mondiali 1998                                                       | 1                                                                         |                                                                           |
| 29-10-1997                                                                | Budapest                                                                  | Ungheria                                                                  | 1 – 7                                                                     | Jugoslavia                                                                | Qual. Mondiali 1998                                                       | -                                                                         |                                                                           |
| 15-11-1997                                                                | Belgrado                                                                  | Jugoslavia                                                                | 5 – 0                                                                     | Ungheria                                                                  | Qual. Mondiali 1998                                                       | -                                                                         |                                                                           |
| 25-3-1998                                                                 | Bogotà                                                                    | Colombia                                                                  | 0 – 0                                                                     | Jugoslavia                                                                | Amichevole                                                                | -                                                                         |                                                                           |
| 22-4-1998                                                                 | Belgrado                                                                  | Jugoslavia                                                                | 3 – 1                                                                     | Corea del Sud                                                             | Amichevole                                                                | -                                                                         |                                                                           |
| 29-5-1998                                                                 | Belgrado                                                                  | Jugoslavia                                                                | 3 – 0                                                                     | Nigeria                                                                   | Amichevole                                                                | -                                                                         |                                                                           |
| 3-6-1998                                                                  | Losanna                                                                   | Jugoslavia                                                                | 1 – 0                                                                     | Giappone                                                                  | Amichevole                                                                | 1                                                                         |                                                                           |
| 6-6-1998                                                                  | Basilea                                                                   | Svizzera                                                                  | 1 – 1                                                                     | Jugoslavia                                                                | Amichevole                                                                | -                                                                         |                                                                           |
| 14-6-1998                                                                 | Saint-Étienne                                                             | Jugoslavia                                                                | 1 – 0                                                                     | Iran                                                                      | Mondiali 1998 - 1º turno                                                  | 1                                                                         |                                                                           |
| 21-6-1998                                                                 | Lens                                                                      | Germania                                                                  | 2 – 2                                                                     | Jugoslavia                                                                | Mondiali 1998 - 1º turno                                                  | -                                                                         |                                                                           |
| 25-6-1998                                                                 | Nantes                                                                    | Stati Uniti                                                               | 0 – 1                                                                     | Jugoslavia                                                                | Mondiali 1998 - 1º turno                                                  | -                                                                         |                                                                           |
| 29-6-1998                                                                 | Tolosa                                                                    | Jugoslavia                                                                | 1 – 2                                                                     | Paesi Bassi                                                               | Mondiali 1998 - Ottavi di finale                                          | -                                                                         | 78’                                                                       |
| 2-9-1998                                                                  | Niš                                                                       | Jugoslavia                                                                | 1 – 1                                                                     | Svizzera                                                                  | Amichevole                                                                | -                                                                         | 38’                                                                       |
| 18-11-1998                                                                | Belgrado                                                                  | Jugoslavia                                                                | 1 – 0                                                                     | Irlanda                                                                   | Qual. Euro 2000                                                           | -                                                                         |                                                                           |
| 10-2-1999                                                                 | Ta' Qali                                                                  | Malta                                                                     | 0 – 3                                                                     | Jugoslavia                                                                | Qual. Euro 2000                                                           | -                                                                         |                                                                           |
| 18-8-1999                                                                 | Belgrado                                                                  | Jugoslavia                                                                | 0 – 0                                                                     | Croazia                                                                   | Qual. Euro 2000                                                           | -                                                                         |                                                                           |
| 1-9-1999                                                                  | Dublino                                                                   | Irlanda                                                                   | 2 – 1                                                                     | Jugoslavia                                                                | Qual. Euro 2000                                                           | -                                                                         | 69’                                                                       |
| 8-9-1999                                                                  | Skopje                                                                    | Macedonia                                                                 | 2 – 4                                                                     | Jugoslavia                                                                | Qual. Euro 2000                                                           | -                                                                         |                                                                           |
| 9-10-1999                                                                 | Zagabria                                                                  | Croazia                                                                   | 2 – 2                                                                     | Jugoslavia                                                                | Qual. Euro 2000                                                           | -                                                                         | 32’                                                                       |
| 23-2-2000                                                                 | Skopje                                                                    | Macedonia                                                                 | 1 – 2                                                                     | Jugoslavia                                                                | Amichevole                                                                | -                                                                         | 46’                                                                       |
| 28-3-2000                                                                 | Belgrado                                                                  | Jugoslavia                                                                | 1 – 0                                                                     | Cina                                                                      | Amichevole                                                                | -                                                                         | 46’                                                                       |
| 13-6-2000                                                                 | Charleroi                                                                 | Jugoslavia                                                                | 3 – 3                                                                     | Slovenia                                                                  | Euro 2000 - 1º turno                                                      | -                                                                         | 54’, 59’                                                                  |
| 21-6-2000                                                                 | Bruges                                                                    | Spagna                                                                    | 4 – 3                                                                     | Jugoslavia                                                                | Euro 2000 - 1º turno                                                      | -                                                                         |                                                                           |
| 25-6-2000                                                                 | Rotterdam                                                                 | Paesi Bassi                                                               | 6 – 1                                                                     | Jugoslavia                                                                | Euro 2000 - Quarti di finale                                              | -                                                                         |                                                                           |
| 15-11-2000                                                                | Bucarest                                                                  | Romania                                                                   | 2 – 1                                                                     | Jugoslavia                                                                | Amichevole                                                                | 1                                                                         | 89’                                                                       |
| 24-3-2001                                                                 | Belgrado                                                                  | Jugoslavia                                                                | 1 – 1                                                                     | Svizzera                                                                  | Qual. Mondiali 2002                                                       | 1                                                                         | cap.                                                                      |
| 28-3-2001                                                                 | Lubiana                                                                   | Slovenia                                                                  | 1 – 1                                                                     | Jugoslavia                                                                | Qual. Mondiali 2002                                                       | -                                                                         | cap.                                                                      |
| 25-4-2001                                                                 | Belgrado                                                                  | Jugoslavia                                                                | 0 – 1                                                                     | Russia                                                                    | Qual. Mondiali 2002                                                       | -                                                                         | cap.                                                                      |
| 2-6-2001                                                                  | Mosca                                                                     | Russia                                                                    | 1 – 1                                                                     | Jugoslavia                                                                | Qual. Mondiali 2002                                                       | -                                                                         |                                                                           |
| 6-6-2001                                                                  | Toftir                                                                    | Fær Øer                                                                   | 0 – 6                                                                     | Jugoslavia                                                                | Qual. Mondiali 2002                                                       | -                                                                         |                                                                           |
| 15-8-2001                                                                 | Belgrado                                                                  | Jugoslavia                                                                | 2 – 0                                                                     | Fær Øer                                                                   | Qual. Mondiali 2002                                                       | 1                                                                         |                                                                           |
| 13-2-2002                                                                 | Phoenix                                                                   | Messico                                                                   | 1 – 2                                                                     | Jugoslavia                                                                | Amichevole                                                                | -                                                                         | 42’ 70’                                                                   |
| 27-3-2002                                                                 | Fortaleza                                                                 | Brasile                                                                   | 1 – 0                                                                     | Jugoslavia                                                                | Amichevole                                                                | -                                                                         | 68’ 74’                                                                   |
| 8-5-2002                                                                  | East Rutherford                                                           | Ecuador                                                                   | 1 – 0                                                                     | Jugoslavia                                                                | Amichevole                                                                | -                                                                         |                                                                           |
| 17-5-2002                                                                 | Mosca                                                                     | Ucraina                                                                   | 2 – 0                                                                     | Jugoslavia                                                                | LG Cup 2002 (Russia) - Semifinale                                         | -                                                                         | cap. 90+1’, 90+2’                                                         |
| 21-8-2002                                                                 | Sarajevo                                                                  | Bosnia ed Erzegovina                                                      | 0 – 2                                                                     | Jugoslavia                                                                | Amichevole                                                                | -                                                                         | cap. 68’                                                                  |
| 12-10-2002                                                                | Napoli                                                                    | Italia                                                                    | 1 – 1                                                                     | Jugoslavia                                                                | Qual. Euro 2004                                                           | -                                                                         |                                                                           |
| 16-10-2002                                                                | Belgrado                                                                  | Jugoslavia                                                                | 2 – 0                                                                     | Finlandia                                                                 | Qual. Euro 2004                                                           | 1                                                                         | 48’                                                                       |
| 20-11-2002                                                                | Saint-Denis                                                               | Francia                                                                   | 3 – 0                                                                     | Jugoslavia                                                                | Amichevole                                                                | -                                                                         | 42’ 61’                                                                   |
| Totale                                                                    |                                                                           | Presenze                                                                  | 58                                                                        |                                                                           | Reti                                                                      | 10                                                                        |                                                                           |

#### Serbia e Montenegro
| Cronologia completa delle presenze e delle reti in nazionale ― Serbia e Montenegro | Cronologia completa delle presenze e delle reti in nazionale ― Serbia e Montenegro | Cronologia completa delle presenze e delle reti in nazionale ― Serbia e Montenegro | Cronologia completa delle presenze e delle reti in nazionale ― Serbia e Montenegro | Cronologia completa delle presenze e delle reti in nazionale ― Serbia e Montenegro | Cronologia completa delle presenze e delle reti in nazionale ― Serbia e Montenegro | Cronologia completa delle presenze e delle reti in nazionale ― Serbia e Montenegro | Cronologia completa delle presenze e delle reti in nazionale ― Serbia e Montenegro |
| Data                                                                               | Città                                                                              | In casa                                                                            | Risultato                                                                          | Ospiti                                                                             | Competizione                                                                       | Reti                                                                               | Note                                                                               |
| ---------------------------------------------------------------------------------- | ---------------------------------------------------------------------------------- | ---------------------------------------------------------------------------------- | ---------------------------------------------------------------------------------- | ---------------------------------------------------------------------------------- | ---------------------------------------------------------------------------------- | ---------------------------------------------------------------------------------- | ---------------------------------------------------------------------------------- |
| 7-6-2003                                                                           | Tampere                                                                            | Finlandia                                                                          | 3 – 0                                                                              | Serbia e Montenegro                                                                | Qual. Euro 2004                                                                    | -                                                                                  | 26’                                                                                |
| Totale                                                                             |                                                                                    | Presenze                                                                           | 1                                                                                  |                                                                                    | Reti                                                                               | 0                                                                                  |                                                                                    |

### Record
- Giocatore col maggior numero di gol realizzati in Serie A su calcio di punizione dal 1987 in poi: 28.[29]
- Giocatore col maggior numero di gol realizzati su calcio di punizione in una singola partita di Serie A (a pari merito con Giuseppe Signori): 3.[30]

### Statistiche da allenatore

#### Club
| Stagione            | Squadra           | Campionato        | Campionato | Campionato | Campionato | Campionato | Coppe nazionali | Coppe nazionali | Coppe nazionali | Coppe nazionali | Coppe nazionali | Coppe continentali | Coppe continentali | Coppe continentali | Coppe continentali | Coppe continentali | Altre coppe | Altre coppe | Altre coppe | Altre coppe | Altre coppe | Totale | Totale | Totale | Totale | % Vittorie | Piazzamento |
| Stagione            | Squadra           | Comp              | G          | V          | N          | P          | Comp            | G               | V               | N               | P               | Comp               | G                  | V                  | N                  | P                  | Comp        | G           | V           | N           | P           | G      | V      | N      | P      | %          | Piazzamento |
| ------------------- | ----------------- | ----------------- | ---------- | ---------- | ---------- | ---------- | --------------- | --------------- | --------------- | --------------- | --------------- | ------------------ | ------------------ | ------------------ | ------------------ | ------------------ | ----------- | ----------- | ----------- | ----------- | ----------- | ------ | ------ | ------ | ------ | ---------- | ----------- |
| nov. 2008-apr. 2009 | Bologna           | A                 | 21         | 4          | 8          | 9          | CI              | 1               | 0               | 0               | 1               | -                  | -                  | -                  | -                  | -                  | -           | -           | -           | -           | -           | 22     | 4      | 8      | 10     | 18,18      | Sub., Eson. |
| dic. 2009-2010      | Catania           | A                 | 23         | 9          | 9          | 5          | CI              | 2               | 1               | 0               | 1               | -                  | -                  | -                  | -                  | -                  | -           | -           | -           | -           | -           | 25     | 10     | 9      | 6      | 40,00      | Sub. 13º    |
| 2010-2011           | Fiorentina        | A                 | 38         | 12         | 15         | 11         | CI              | 3               | 2               | 0               | 1               | -                  | -                  | -                  | -                  | -                  | -           | -           | -           | -           | -           | 41     | 14     | 15     | 12     | 34,15      | 9º          |
| ago.-nov. 2011      | Fiorentina        | A                 | 10         | 3          | 3          | 4          | CI              | 1               | 1               | 0               | 0               | -                  | -                  | -                  | -                  | -                  | -           | -           | -           | -           | -           | 11     | 4      | 3      | 4      | 36,36      | Eson.       |
| Totale Fiorentina   | Totale Fiorentina | Totale Fiorentina | 48         | 15         | 18         | 15         |                 | 4               | 3               | 0               | 1               |                    | -                  | -                  | -                  | -                  |             | -           | -           | -           | -           | 52     | 18     | 18     | 16     | 34,62      |             |
| nov. 2013-2014      | Sampdoria         | A                 | 26         | 10         | 6          | 10         | CI              | 2               | 1               | 0               | 1               | -                  | -                  | -                  | -                  | -                  | -           | -           | -           | -           | -           | 28     | 11     | 6      | 11     | 39,29      | Sub. 12º    |
| 2014-2015           | Sampdoria         | A                 | 38         | 13         | 17         | 8          | CI              | 3               | 2               | 0               | 1               | -                  | -                  | -                  | -                  | -                  | -           | -           | -           | -           | -           | 41     | 15     | 17     | 9      | 36,59      | 7º          |
| Totale Sampdoria    | Totale Sampdoria  | Totale Sampdoria  | 64         | 23         | 23         | 18         |                 | 5               | 3               | 0               | 2               |                    | -                  | -                  | -                  | -                  |             | -           | -           | -           | -           | 69     | 26     | 23     | 20     | 37,68      |             |
| 2015-apr. 2016      | Milan             | A                 | 32         | 13         | 10         | 9          | CI              | 6               | 6               | 0               | 0               | -                  | -                  | -                  | -                  | -                  | -           | -           | -           | -           | -           | 38     | 19     | 10     | 9      | 50,00      | Eson.       |
| 2016-2017           | Torino            | A                 | 38         | 13         | 14         | 11         | CI              | 3               | 2               | 0               | 1               | -                  | -                  | -                  | -                  | -                  | -           | -           | -           | -           | -           | 41     | 15     | 14     | 12     | 36,59      | 9º          |
| 2017-gen. 2018      | Torino            | A                 | 19         | 5          | 10         | 4          | CI              | 4               | 3               | 0               | 1               | -                  | -                  | -                  | -                  | -                  | -           | -           | -           | -           | -           | 23     | 8      | 10     | 5      | 34,78      | Eson.       |
| Totale Torino       | Totale Torino     | Totale Torino     | 57         | 18         | 24         | 15         |                 | 7               | 5               | 0               | 2               |                    | -                  | -                  | -                  | -                  |             | -           | -           | -           | -           | 64     | 23     | 24     | 17     | 35,94      |             |
| gen.-giu. 2019      | Bologna           | A                 | 17         | 9          | 3          | 5          | CI              | 0               | 0               | 0               | 0               | -                  | -                  | -                  | -                  | -                  | -           | -           | -           | -           | -           | 17     | 9      | 3      | 5      | 52,94      | Sub. 10º    |
| 2019-2020           | Bologna           | A                 | 38         | 12         | 11         | 15         | CI              | 2               | 1               | 0               | 1               | -                  | -                  | -                  | -                  | -                  | -           | -           | -           | -           | -           | 40     | 13     | 11     | 16     | 32,50      | 12º         |
| 2020-2021           | Bologna           | A                 | 38         | 10         | 11         | 17         | CI              | 2               | 1               | 0               | 1               | -                  | -                  | -                  | -                  | -                  | -           | -           | -           | -           | -           | 40     | 11     | 11     | 18     | 27,50      | 12º         |
| 2021-2022           | Bologna           | A                 | 38         | 12         | 10         | 16         | CI              | 1               | 0               | 0               | 1               | -                  | -                  | -                  | -                  | -                  | -           | -           | -           | -           | -           | 39     | 12     | 10     | 17     | 30,77      | 13°         |
| lug.-set. 2022      | Bologna           | A                 | 5          | 0          | 3          | 2          | CI              | 1               | 1               | 0               | 0               | -                  | -                  | -                  | -                  | -                  | -           | -           | -           | -           | -           | 6      | 1      | 3      | 2      | 16,67      | Eson.       |
| Totale Bologna      | Totale Bologna    | Totale Bologna    | 157        | 47         | 46         | 63         |                 | 7               | 3               | 0               | 4               |                    | -                  | -                  | -                  | -                  |             | -           | -           | -           | -           | 164    | 50     | 46     | 68     | 30,49      |             |
| Totale carriera     | Totale carriera   | Totale carriera   | 380        | 125        | 130        | 125        |                 | 31              | 21              | 0               | 10              |                    | -                  | -                  | -                  | -                  |             | -           | -           | -           | -           | 412    | 146    | 130    | 136    | 35,44      |             |

#### Nazionale
| Squadra | Naz               | dal            | al               | Record | Record | Record | Record     | Record | Record | Record | Record |
| G       | V                 | N              | P                | GF     | GS     | DR     | % Vittorie |        |        |        |        |
| ------- | ----------------- | -------------- | ---------------- | ------ | ------ | ------ | ---------- | ------ | ------ | ------ | ------ |
| Serbia  | Serbia (bandiera) | 21 maggio 2012 | 20 novembre 2013 | 19     | 7      | 4      | 8          | 28     | 21     | +7     | 36,84  |

#### Nazionale nel dettaglio
| 2012             | Serbia        | Qual. Mondiale 2014 | 3º nel Gruppo A, non qualificato | 4  | 1 | 1 | 2 | 25,00 | 6  | 5  | +1 |
| 2013             | Serbia        | Qual. Mondiale 2014 | 3º nel Gruppo A, non qualificato | 6  | 3 | 1 | 2 | 50,00 | 12 | 6  | +6 |
| Dal 2012 al 2013 | Serbia        | Amichevoli          |                                  | 9  | 3 | 2 | 4 | 33,33 | 10 | 10 | 0  |
| Totale Serbia    | Totale Serbia | Totale Serbia       | Totale Serbia                    | 19 | 7 | 4 | 8 | 36,84 | 28 | 21 | +7 |

#### Panchine da commissario tecnico della nazionale serba
| Cronologia completa delle presenze e delle reti in nazionale ― Serbia | Cronologia completa delle presenze e delle reti in nazionale ― Serbia | Cronologia completa delle presenze e delle reti in nazionale ― Serbia | Cronologia completa delle presenze e delle reti in nazionale ― Serbia | Cronologia completa delle presenze e delle reti in nazionale ― Serbia | Cronologia completa delle presenze e delle reti in nazionale ― Serbia | Cronologia completa delle presenze e delle reti in nazionale ― Serbia                         | Cronologia completa delle presenze e delle reti in nazionale ― Serbia |
| Data                                                                  | Città                                                                 | In casa                                                               | Risultato                                                             | Ospiti                                                                | Competizione                                                          | Reti                                                                                          | Note                                                                  |
| --------------------------------------------------------------------- | --------------------------------------------------------------------- | --------------------------------------------------------------------- | --------------------------------------------------------------------- | --------------------------------------------------------------------- | --------------------------------------------------------------------- | --------------------------------------------------------------------------------------------- | --------------------------------------------------------------------- |
| 26-5-2012                                                             | San Gallo                                                             | Spagna                                                                | 2 – 0                                                                 | Serbia                                                                | Amichevole                                                            | -                                                                                             | Cap:B. Ivanović                                                       |
| 31-5-2012                                                             | Reims                                                                 | Francia                                                               | 2 – 0                                                                 | Serbia                                                                | Amichevole                                                            | -                                                                                             | Cap:B. Ivanović                                                       |
| 5-6-2012                                                              | Stoccolma                                                             | Svezia                                                                | 2 – 1                                                                 | Serbia                                                                | Amichevole                                                            | Neven Subotić                                                                                 | Cap:Z. Tošić                                                          |
| 15-8-2012                                                             | Belgrado                                                              | Serbia                                                                | 0 – 0                                                                 | Irlanda                                                               | Amichevole                                                            | -                                                                                             | Cap:B. Ivanović                                                       |
| 8-9-2012                                                              | Glasgow                                                               | Scozia                                                                | 0 – 0                                                                 | Serbia                                                                | Qual. Mondiali 2014                                                   | -                                                                                             | Cap:B. Ivanović                                                       |
| 11-9-2012                                                             | Novi Sad                                                              | Serbia                                                                | 6 – 1                                                                 | Galles                                                                | Qual. Mondiali 2014                                                   | Aleksandar Kolarov Zoran Tošić Filip Đuričić Dušan Tadić Branislav Ivanović Miralem Sulejmani | Cap:B. Ivanović                                                       |
| 12-10-2012                                                            | Belgrado                                                              | Serbia                                                                | 0 – 3                                                                 | Belgio                                                                | Qual. Mondiali 2014                                                   | -                                                                                             | Cap:B. Ivanović                                                       |
| 16-10-2012                                                            | Skopje                                                                | Macedonia                                                             | 1 – 0                                                                 | Serbia                                                                | Qual. Mondiali 2014                                                   | -                                                                                             | Cap:A. Kolarov                                                        |
| 14-11-2012                                                            | San Gallo                                                             | Cile                                                                  | 1 – 3                                                                 | Serbia                                                                | Amichevole                                                            | Lazar Marković Filip Đorđević Filip Đuričić                                                   | Cap:B. Ivanović                                                       |
| 6-2-2013                                                              | Nicosia                                                               | Cipro                                                                 | 1 – 3                                                                 | Serbia                                                                | Amichevole                                                            | 2 Dušan Tadić Dušan Basta                                                                     | Cap:B. Ivanović                                                       |
| 22-3-2013                                                             | Zagabria                                                              | Croazia                                                               | 2 – 0                                                                 | Serbia                                                                | Qual. Mondiali 2014                                                   | -                                                                                             | Cap:B. Ivanović                                                       |
| 26-3-2013                                                             | Novi Sad                                                              | Serbia                                                                | 2 – 0                                                                 | Scozia                                                                | Qual. Mondiali 2014                                                   | 2 Filip Đuričić                                                                               | Cap:B. Ivanović                                                       |
| 7-6-2013                                                              | Bruxelles                                                             | Belgio                                                                | 2 – 1                                                                 | Serbia                                                                | Qual. Mondiali 2014                                                   | Aleksandar Kolarov                                                                            | Cap:B. Ivanović                                                       |
| 14-8-2013                                                             | Barcellona                                                            | Colombia                                                              | 1 – 0                                                                 | Serbia                                                                | Amichevole                                                            | -                                                                                             | Cap:B. Ivanović                                                       |
| 6-9-2013                                                              | Belgrado                                                              | Serbia                                                                | 1 – 1                                                                 | Croazia                                                               | Qual. Mondiali 2014                                                   | Aleksandar Mitrović                                                                           | Cap:B. Ivanović                                                       |
| 10-9-2013                                                             | Cardiff                                                               | Galles                                                                | 0 – 3                                                                 | Serbia                                                                | Qual. Mondiali 2014                                                   | Filip Đorđević Aleksandar Kolarov Lazar Marković                                              | Cap:B. Ivanović                                                       |
| 11-10-2013                                                            | Novi Sad                                                              | Serbia                                                                | 2 – 0                                                                 | Giappone                                                              | Amichevole                                                            | Dušan Tadić Miloš Jojić                                                                       | Cap:D. Stanković                                                      |
| 15-10-2013                                                            | Jagodina                                                              | Serbia                                                                | 5 – 1                                                                 | Macedonia                                                             | Qual. Mondiali 2014                                                   | autorete Dušan Basta Aleksandar Kolarov (rig.) Dušan Tadić Stefan Šćepović                    | Cap:B. Ivanović                                                       |
| 15-11-2013                                                            | Dubai                                                                 | Russia                                                                | 1 – 1                                                                 | Serbia                                                                | Amichevole                                                            | Filip Đorđević                                                                                | Cap:B. Ivanović                                                       |
| Totale                                                                |                                                                       | Presenze                                                              | 19                                                                    |                                                                       | Reti                                                                  | 28                                                                                            |                                                                       |

## Palmarès

### Giocatore

#### Club

##### Competizioni nazionali

Da sinistra: Conceição, Mihajlović, Marcolin e Lopez festeggiano la vittoria della Lazio nella Supercoppa italiana 1998.

- Campionato jugoslavo: 3

Vojvodina: 1988-1989
Stella Rossa: 1990-1991, 1991-1992
- Supercoppa italiana: 3

Lazio: 1998, 2000
Inter: 2005
- Campionato italiano: 2

Lazio: 1999-2000
Inter: 2005-2006
- Coppa Italia: 4

Lazio: 1999-2000, 2003-2004
Inter: 2004-2005, 2005-2006

##### Competizioni internazionali

Mihajlović (in basso a sinistra) festeggia con i compagni della Stella Rossa la vittoria della Coppa dei Campioni 1990-1991

- Coppa dei Campioni: 1

Stella Rossa: 1990-1991
- Coppa Intercontinentale: 1

Stella Rossa: 1991
- Coppa delle Coppe: 1

Lazio: 1998-1999
- Supercoppa UEFA: 1

Lazio: 1999

#### Individuale
- Calciatore jugoslavo dell'anno: 1

1999
- Squadra dell'Anno ESM: 2

1998-1999, 1999-2000

### Allenatore

#### Individuale
- Allenatore serbo dell'anno: 1

2019
- Premio speciale del Settore tecnico della FIGC: 1

2019
- Inserito nella Hall of Fame del calcio italiano nella categoria Riconoscimenti alla memoria

2022

## Opere
- La partita della vita, con Andrea Di Caro, Milano, Solferino, 2020, ISBN 978-88-282-0501-2.